# Dibrugarh (Distrikt)
Dibrugarh ist ein Distrikt im Osten des indischen Bundesstaat Assam. Sitz der Verwaltung ist die gleichnamige Stadt Dibrugarh.

## Geographie
Der Distrikt liegt im Osten des Bundesstaats Assam an der Grenze zu Arunachal Pradesh. Die Fläche beträgt 3381 km². Der Dibru-Saikhowa-Nationalpark liegt teilweise im Distrikt. Der Distrikt ist im Tal des Brahmaputra. Zahlreiche Inseln in diesem Fluss gehören ebenfalls zum Distrikt. Der Distrikt grenzt im Nordwesten und Norden an den Distrikt Dhemaji, im Osten an den Distrikt Tinsukia, im Südosten an den indischen Bundesstaat Arunachal Pradesh, im Süden an den Distrikt Sivasagar sowie im Westen an den Distrikt Lakhimpur.

## Geschichte
Der Distrikt entstand 1976 aus Teilen des Distrikt Lakhimpur. 1989 wurde Tinsukia abgetrennt und zu einem eigenen Distrikt, wodurch sich Fläche und Einwohnerzahl verkleinerten.

## Bevölkerung

### Übersicht
Die Einwohnerzahl lag bei 1.326.335 (2011). Die Bevölkerungswachstumsrate im Zeitraum von 2001 bis 2011 betrug 11,92 %. Dibrugarh hat ein Geschlechterverhältnis von 961 Frauen pro 1000 Männer und damit einen für Indien häufigen Männerüberschuss. Der Distrikt hatte 2011 eine Alphabetisierungsrate von 76,05 %, eine Steigerung um knapp 8 Prozentpunkte gegenüber dem Jahr 2001. Die Alphabetisierung liegt damit über dem nationalen Durchschnitt. Knapp 90,4 % der Bevölkerung sind Hindus, ca. 4,9 % sind Muslime, ca. 4,0 % sind Christen, ca. 0,4 % sind Buddhisten, ca. 0,2 % sind Sikhs, ca. 0,1 % sind Jainas und ca. 0,2 % gaben keine Religionszugehörigkeit an oder praktizierten andere Religionen. 12,3 % der Bevölkerung sind Kinder unter 6 Jahre. Mehr als die Hälfte der Einwohner gehören indigenen Stämmen und den Adivasi an.
Knapp 18,4 % der Bevölkerung leben in Städten. Die größte Stadt ist Dibrugarh mit 139.565 Einwohnern.

### Einwohnerentwicklung
In den ersten Jahrzehnten des 20. Jahrhunderts wuchs die Bevölkerung bereits stark. Dies trotz Seuchen, Krankheiten und Hungersnöten. Seit der Unabhängigkeit Indiens hält die starke Bevölkerungszunahme in geringerem Umfang weiterhin an. Während die Bevölkerung in der ersten Hälfte des 20. Jahrhunderts um rund 204 % zunahm, betrug das Wachstum in den fünfzig Jahren zwischen 1961 und 2011 115 %. Die Bevölkerungszunahme zwischen 2001 und 2011 lag bei nur 11,92 % oder rund 141.000 Menschen. Offizielle Bevölkerungsstatistiken der heutigen Gebiete sind seit 1901 bekannt und veröffentlicht. Grund für die ungewöhnlich starke Zunahme der Bevölkerung ab 1901 war lange Zeit die Zuwanderung ins dünn besiedelte Gebiet. Heutzutage ist es der Geburtenüberhang. Die Entwicklung verdeutlicht folgende Tabelle:
| Jahr      | 1901    | 1911    | 1921    | 1931    | 1941    | 1951    | 1961    | 1971    | 1981    | 1991      |
| Einwohner | 155.172 | 195.966 | 262.735 | 325.568 | 399.461 | 471.130 | 615.489 | 756.609 | k. Ang. | 1.042.500 |

### Bedeutende Orte
Insgesamt gibt es im Distrikt nur neun Orte, die als Städte (towns und census towns) gelten. Deshalb ist der Anteil der städtischen Bevölkerung im Distrikt sehr tief. Denn nur 243.730 der 1.326.335 Einwohner oder 18,38 % leben in städtischen Gebieten. Die vier Städte mit mehr als 10.000 Einwohnern sind:

### Bevölkerung des Distrikts nach Geschlecht
Typisch für Indien ist der höhere Anteil der männlichen Bevölkerung. Aber selbst für indische Verhältnisse ist der hohe Männerüberhang in den Städten im Jahr 2001 ungewöhnlich Die Verhältnisse zeigt folgende Tabelle:
| Bevölkerung nach Geschlecht                         |                   |                   |                   |                   |
| Einheit                                             | Volkszählung 2001 | Volkszählung 2001 | Volkszählung 2011 | Volkszählung 2011 |
| Einheit                                             | Anzahl            | Anteil            | Anzahl            | Anteil            |
| GESAMT                                              | 1.185.072         | 100 %             | 1.326.335         | 100 %             |
| Männer                                              | 613.555           | 51,77 %           | 676.434           | 51,00 %           |
| Frauen                                              | 571.517           | 48,23 %           | 649.901           | 49,00 %           |
| STADT GESAMT                                        | 228.438           | 100 %             | 243.730           | 100 %             |
| Stadt-Männer                                        | 123.437           | 54,04 %           | 126.135           | 51,75 %           |
| Stadt-Frauen                                        | 105.001           | 45,96 %           | 117.595           | 48,25 %           |
| LAND GESAMT                                         | 956.634           | 100 %             | 1.082.605         | 100 %             |
| Land-Männer                                         | 490.118           | 51,23 %           | 550.299           | 50,83 %           |
| Land-Frauen                                         | 466.516           | 48,77 %           | 532.306           | 49,17 %           |
| Quelle: Ergebnisse der Volkszählungen 2001 und 2011 |                   |                   |                   |                   |

### Volksgruppen
In Indien teilt man die Bevölkerung in die drei Kategorien general population, scheduled castes und scheduled tribes ein. Die scheduled castes (anerkannte Kasten) mit (2011) 58.876 Menschen (4,44 Prozent der Bevölkerung) werden heutzutage Dalit genannt (früher auch abschätzig Unberührbare betitelt). Die scheduled tribes sind die anerkannten Stammesgemeinschaften mit (2011) 102.871 Menschen (7,76 Prozent der Bevölkerung), die sich selber als Adivasi bezeichnen. Zu ihnen gehören in Assam 15 Volksgruppen. Mehr als 5000 Angehörige im Distrikt zählen die Kachari mit 76.007 Personen oder 5,73 % der Bevölkerung und die Miri mit 9285 Personen oder 0,70 % der Bevölkerung. Hochburgen der anerkannten Stammesgemeinschaften sind die Circles (Kreise) Dibrugarh West mit 27.095 Angehörigen oder 16,98 % und Moran mit 21.482 Angehörigen oder 12,65 % der jeweiligen Einwohnerschaft.

### Bevölkerung des Distrikts nach Sprachen
Die Bevölkerung des Distrikts Dibrugarh ist sprachlich sehr gemischt. Zwar spricht eine deutliche Mehrheit der Einwohnerschaft Assami. Und diese Sprache ist auch in allen Circles die Sprache einer Mehrheit der jeweiligen Bevölkerung. Die Anteile gehen von 64,05 % im Circle Tengakhat bis 93,75 % im Circle Tingkhong.
An zweiter Stelle liegen die Hindi-Sprachen und -Dialekte (Alltagshindi, Sadan/Sadri und Bhojpuri) mit zusammen 169.241 Menschen oder 12,76 % der Distriktsbevölkerung. Weitere bedeutende Sprachminderheiten sind Bengali, Nepali, Odia und Miri. Die genaue Verteilung im Distrikt zeigt folgende Tabelle:
| Jahr                                   | Assami    | Assami | Bengali | Bengali | Hindi  | Hindi | Sadan/Sadri | Sadan/Sadri | Nepali | Nepali | Bhojpuri | Bhojpuri | Odia   | Odia | Miri | Miri | Total     | Total    |
| Jahr                                   | Zahl      | %      | Zahl    | %       | Zahl   | %     | Zahl        | %           | Zahl   | %      | Zahl     | %        | Zahl   | %    | Zahl | %    | Zahl      | %        |
| -------------------------------------- | --------- | ------ | ------- | ------- | ------ | ----- | ----------- | ----------- | ------ | ------ | -------- | -------- | ------ | ---- | ---- | ---- | --------- | -------- |
| 2011                                   | 1.008.158 | 76,01  | 78.623  | 5,93    | 76.867 | 5,80  | 64.079      | 4,83        | 22.785 | 1,72   | 15.014   | 1,13     | 13.091 | 0,99 | 4386 | 0,33 | 1.326.335 | 100,00 % |
| Quelle: Ergebnis der Volkszählung 2011 |           |        |         |         |        |       |             |             |        |        |          |          |        |      |      |      |           |          |

### Bevölkerung des Distrikts nach Bekenntnissen
Eine klare Mehrheit der Bevölkerung sind Hindus. Doch gibt es mit den Muslimen und Christen zwei zahlenmäßig bedeutende religiöse Minderheiten. Die genaue religiöse Zusammensetzung der Bevölkerung zeigt folgende Tabelle:
| Jahr                                   | Buddhisten | Buddhisten | Christen | Christen | Hindus    | Hindus | Jainas | Jainas | Muslime | Muslime | Sikhs | Sikhs | Andere | Andere | keine Angaben | keine Angaben | Total     | Total    |
| Jahr                                   | Zahl       | %          | Zahl     | %        | Zahl      | %      | Zahl   | %      | Zahl    | %       | Zahl  | %     | Zahl   | %      | Zahl          | %             | Zahl      | %        |
| -------------------------------------- | ---------- | ---------- | -------- | -------- | --------- | ------ | ------ | ------ | ------- | ------- | ----- | ----- | ------ | ------ | ------------- | ------------- | --------- | -------- |
| 2011                                   | 4673       | 0,35       | 52.968   | 3,99     | 1.198.401 | 90,35  | 1055   | 0,08   | 64.526  | 4,86    | 2261  | 0,17  | 46     | 0,00   | 2405          | 0,18          | 1.326.335 | 100,00 % |
| Quelle: Ergebnis der Volkszählung 2011 |            |            |          |          |           |        |        |        |         |         |       |       |        |        |               |               |           |          |

## Wirtschaft
Die Landwirtschaft ist die vorwiegende Einkommensquelle für die meisten Einwohner. Im Distrikt wird Tee, Reis und Zuckerrohr angebaut. Es gibt außerdem eine Ölraffinerie und Kohleminen.